# Mercedes-Benz O405
De Mercedes-Benz O405 is een voormalige stads- en streekbus van het Duitse automobielconcern Daimler-Benz, die tussen 1984 en 2001 in Mannheim  werden geproduceerd. 
Fahrzeugwerkstätten Falkenried GmbH (FFG) te Hamburg-Hummelsbüttel bouwde in 1979 tien bussen van de nulserie als type "S 80" voor  Mercedes-Benz. Deze bussen werden bij Hamburger Hochbahn AG getest. Er werden gelijksoortige bussen gemaakt op Neoplan-Auwärter N416, MAN SL202-onderstel. Ook werd een Ü-80-Prototype M 240 L 118 met dwars geplaatste Deutz-motor voor Iveco-Magirus gebouwd. De bus maakte deel uit van de Verband öffentlicher Verkehrsbetriebe (VÖV)-Standard-Linienbus tweede generatie. 
Deze hebben in Nederland niet gereden (wel de lagevloerversie Neoplan N4016 bij de HTM in Den Haag), afgezien van een tweedehands MAN-exemplaar bij het toenmalige streekvervoer van de Oad in Holten. De O405 is opgevolgd door de lagevloerbus Mercedes-Benz O405N en later door de Citaro. 

## Subtypen
De O405 was beschikbaar in verschillende variaties, afwijkend van de standaard 12-meter bus, deze was 11,575 meter lang. Deze werden aangeduid met letters achter het typenummer, waarbij ook combinaties mogelijk waren zoals O405GN:
- G – De O405G is de gelede variant van de O405, met een lengte van 17,5 meter.
- N – De O405N wijkt af van de gewone O405 door haar lage vloer (de N staat voor Niederflurbus), lengte 11,9 meter.
- NG – De O405NG is een gelede lagevloerbus, lengte 17,9 meter.
- N2 – Een modernere variant van de O405N, waarbij o.a. de stoelen op vloerniveau gemonteerd zijn, in plaats van een verhoogd platform binnen de bus.
- T – De T in O405GT staat voor trolleybus, met andere woorden een elektrisch aangedreven bus met bovenleiding.
- Z – De Z in O405GTZ staat voor trolleybus, met andere woorden een elektrisch aangedreven bus met bovenleiding of met dieselaggregaat.
- NK – De O405NK is een korte variant van de O405N, met een lengte van ca. 10,5 meter.
- Nü - streekversie van de O405N, dus lage vloer, maar met de stoelen op een verhoging en alleen in de rijrichting geplaatst
- NüL - extra lange 13,4 meter versie van de Nü. NüL staat voor: Niederflur Überland Lang. Er zijn van dit type maar 3 exemplaren gemaakt, is dus feitelijk een test exemplaar.

## Inzet
De O405 is nog in vele landen in dienst, waaronder nog een gering aantal in Nederland. 
In Nederland namen verschillende stads- en streekvervoerbedrijven de O405 af: streekvervoerders Westnederland, Zuid-West-Nederland, OAD en in het stadsvervoer HTM, RET, GVB Groningen en SVD.
Medio 2006 was de laatste grote inzet van dit type bus in Nederland. In die periode werd dit bustype nog in de winter gebruikt bij Connexxion in de provincie Zuid-Holland, waaronder in Delft. Arriva zette een aantal gelede O405en in de omgeving Leeuwarden, het eiland Terschelling en het eiland Ameland. Deze O405en zijn alle ooit door het GVB Groningen aangeschaft. Voor Arriva in Noord-Holland reed TCR onder andere met een standaard O405. Het GVB Amsterdam had tijdelijk enkele O405GN in dienst. Hierna zijn deze bussen overgenomen door TCR die daarmee de scholierenlijnen van Arriva in de Hoeksche Waard en op Goeree-Overflakkee reed. Verder zijn er diverse bussen terechtgekomen bij touringcarondernemingen als Van Oeveren.
De O405N bussen (lagevloerversie) waren in Nederland in dienst van HTM (40 stuks) en RET (5). Inmiddels hebben alle streekvervoerders en stadsvervoerders SVD, HTM en RET al hun O405 en O405N weggedaan. 10 stuks van de RET zijn verkocht aan een vliegveld in Egypte. 
De O405-bussen van de RET weken uiterlijk af van het standaardtype door de voorruit uit een stuk, zoals die standaard op de O405G's werd toegepast, terwijl een gedeelde voorruit bij de O405 normaal was.

## Verwante modellen
- De midibus-versie van de O405 was de O402, met een lengte van 8 meter. Hiervan zijn in de jaren 1985-89 slechts 60 gebouwd. Geen enkel exemplaar van dit type heeft in Nederland dienstgedaan.
- De streektegenhanger van de O405 was de O407. Deze had een zijraam meer, een smalle instapdeur, een kleinere filmkast en was circa 12 meter lang. Niet alle bussen waren voorzien van een middenstijl op de voorruit. Dit model is vooral in Duitsland actief geweest. Eén tweedehands exemplaar is in Nederland terechtgekomen en reed bij Mekers te Etten. Deze bus werd daarna verkocht aan Van Oeveren te Zierikzee, die hem in 2010 doorverkocht aan een Duits bedrijf. Tevens bezit Fietax te Weerselo een exemplaar, deze bus is geïmporteerd uit Duitsland.
- Op basis van de O407 streekbus is de luxe streekbus O408 ontwikkeld, die ook in Nederland heeft gereden, vooral bij Westnederland, FRAM en GADO en de rechtopvolgers daarvan Connexxion en Arriva. Ook SVD schafte er in 1995 2 stuks aan voor de interlokale lijn naar Werkendam.

## Museumbussen
Een vijftal stichtingen voor het behoud van voormalig Nederlands busmaterieel hebben bussen van het type O405 in hun bezit:
- Busmuseum van IJsseldijk, de voormalige Stadsvervoer Dordrecht 45 uit 1992.
- Stichting RoMeO uit Rotterdam, de voormalige RET 434. Deze bus kwam in 1991 in dienst bij de RET.
- Stichting Haags Bus Museum, de 840, een voormalige O405N (driedeurs-variant). Deze bus kwam in 1996 in dienst bij de HTM.
- Stichting Haags Bus Museum, de 4352 van Westnederland, ZWN Groep (vanaf november 1994) en Connexxion (vanaf mei 1999). In dienst bij Westnederland in 1990.
- Openbaar Vervoer Collectie Nederland, de 4408 van WN, ZWN Groep en Connexxion. In dienst in 1991 en de O405G 90 van VTF (Duitsland), in dienst sinds 1997, als Connexxion 7799.